# Vanair
Vanair era uma companhia aérea doméstica com sede em Vanuatu. A companhia aérea voou para 29 destinos em 18 das 83 ilhas de Vanuatu e era de propriedade integral do governo de Vanuatu.

## História
A companhia aérea iniciou suas operações como Air Melanesiæ em 1965 como uma joint venture entre duas companhias aéreas existentes, a britânica New Hebrides Airways (fundada em 1963) e a francesa Société Néo-Hébridaise de Transports Aériens, conhecida como Hebridair (fundada em 1964). A New Hebrides Airways contribuiu com um Drover de Havilland Australia DHA-3 para a operação, enquanto a Hebridair forneceu um Dornier Do 28, no entanto, o Do 28 caiu em 1966. No início da década de 1970, a companhia aérea era controlada pela Qantas e pela British Overseas Airways Corporation por meio de suas participações na New Hebrides Airways e pela Union des Transports Aériens, que adquiriu a Hebridair e a renomeou como Société Francais Air Hebride. Sir Denise Buchanan da Tale Air Fame comprou a Qantas BA e UTA no final de 1979 e administrou-a de forma muito útil com um Islander, um Trislander, vários DH6 e um Embrea Bandrati, até que o governo quis assumir, então eles o expulsaram cidade ao negar a renovação da licença de trabalho dos motores principais. Posteriormente, o governo estabeleceu a Van Air como uma empresa estatal. A companhia aérea de propriedade do governo foi administrada com sucesso sob a liderança do Sr. Murray Pope, mas após sua partida, a companhia quase entrou em colapso com a introdução de um aluguel caro de uma aeronave Dash 8. Como estava quebrando, foi fundida com a companhia aérea internacional do governo, a Air Vanuatu e se desfez novamente em 2001/2, apenas para quebrar novamente, e ser fundida novamente com a Air Vanuatu. Em 2004, fundiu-se com a companhia aérea de bandeira estatal de Vanuatu, a Air Vanuatu.

## Frota
A frota da Vanair consistia nas seguintes aeronaves (1971):
| Aeronaves                           | Total | Notas |
| ----------------------------------- | ----- | ----- |
| Britten-Norman Islander             | 5     |       |
| de Havilland Australia DHA-3 Drover | 1     |       |
| Total                               | 6     |       |